# Самсонов, Владимир Михайлович (1946)
Владимир Михайлович Самсонов (15 февраля 1946 — 13 ноября 2020	) — российский физик, лауреат Государственной премии РФ (1996).

## Биография
Родился 15 февраля 1946 г. в г. Кольчугино Владимирской области.
Окончил физический факультет ЛГУ по специальности ядерная физика (1971). Служил в армии (1971—1973) в офицерском звании.
С 1973 г. работал в Ленинградском (Санкт-Петербургском) институте ядерной физики им. Б. П. Константинова АН СССР (РАН): стажёр-исследователь, младший научный сотрудник, старший научный сотрудник, с 1993 зав. лабораторией, в 2006—2012 гг. директор Института.
В 1986 г. защитил кандидатскую диссертацию, которую ВАК СССР допустил к перезащите в качестве докторской, с 1988 г. доктор физико-математических наук.
Специалист в области ядерной физики и физики высоких энергий.
С 1994 г. профессор кафедры «Экспериментальная ядерная физика» Санкт-Петербургского государственного политехнического университета.
С 2013 года профессор НИЯУ МИФИ и ведущий ученый в рамках мероприятий по Постановлению Правительства РФ № 220.

## Награды
Лауреат Государственной премии РФ (1996) — за создание новых методов управления пучками частиц высоких энергий на ускорителях с помощью изогнутых кристаллов и их реализацию.